# チャールズ・ベイリー・クラーク

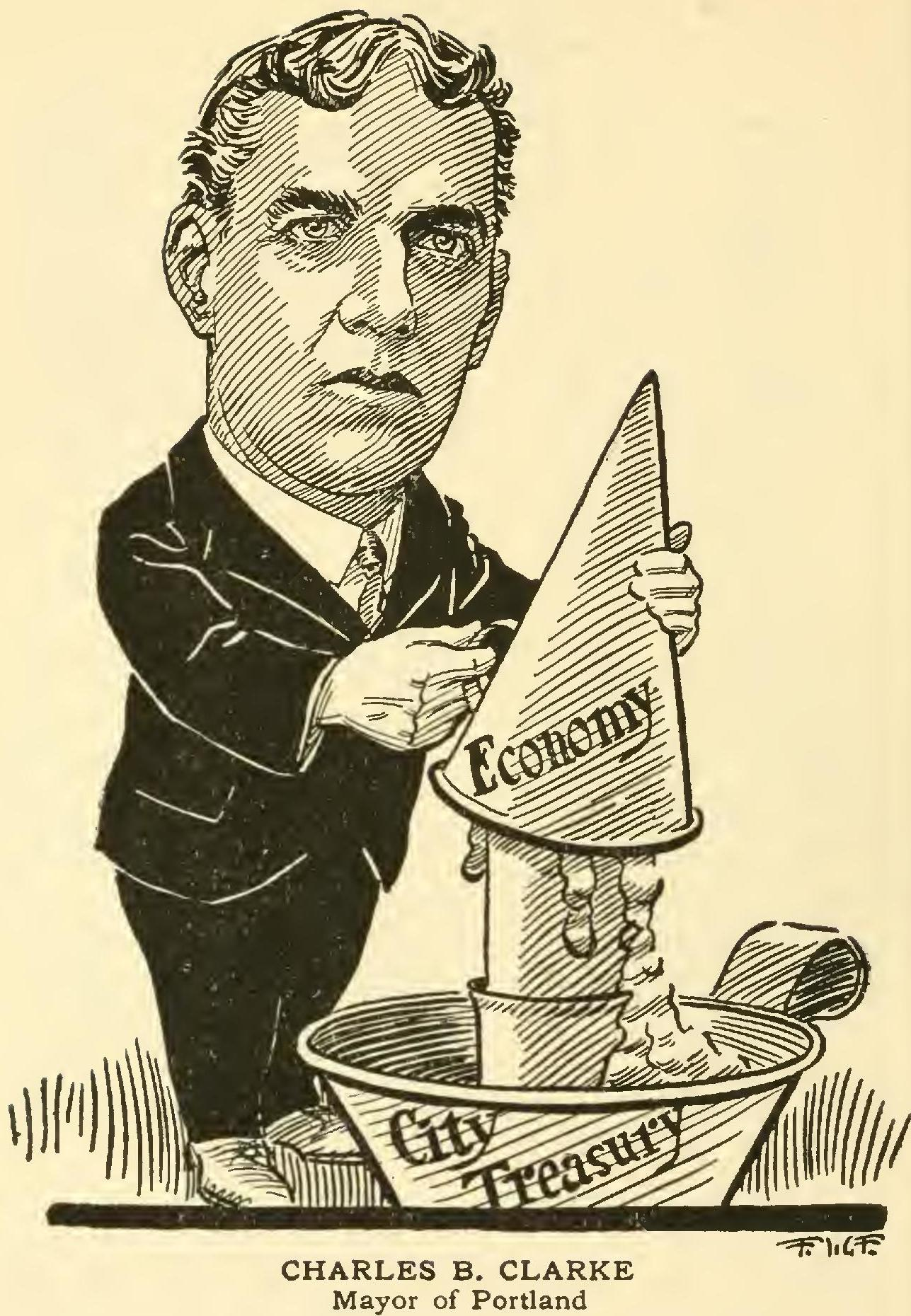
1918

チャールズ・ベイリー・クラーク (Charles Bailey Clarke、1875年10月3日 – 1944年1月27日)はメイン州ポートランドの政治家。メイン州バンゴーで生まれ、1901年にエレン・A・ケイトと結婚した。ポートランド市長(1918-1921)を務めた。1921年にメイン州第一選挙区から再選を目指すも、共和党のキャロルL. Beedybyに19票差で敗れた。メイン州総合病院で死亡した。